# Gablau
Gablau ist ein Weiler des Ortsteils Cossengrün/Hohndorf/Schönbach der Stadt Greiz im Landkreis Greiz in Thüringen. Bis zum 31. Dezember 2012 gehörte er zur Gemeinde Vogtländisches Oberland.

## Lage
Der Weiler Gablau befindet sich nahe der Landesgrenze zu Sachsen im stark kupierten Gelände des Thüringer Schiefergebirges. Die nächste Stadt ist Elsterberg. Der Weiler ist über die Bundesstraße 92 und Ortsverbindungsstraßen an den Verkehr gut angeschlossen.

## Geschichte
Am 25. August 1291 wurde der Ort erstmals urkundlich genannt. Gablau hatte im Jahr 1864 15 Häuser, in denen 87 Menschen wohnten. Am 1. Juli 1950 wurde Gablau nach Leiningen eingemeindet, welches wiederum 1994 zu Hohndorf kam. Diese Gemeinde ging 1999 im Vogtländischen Oberland auf. Am 31. Dezember 2012 wurde der Weiler in die Stadt Greiz eingemeindet.